# Xã Auburn, Quận Fayette, Iowa
Xã Auburn (tiếng Anh: Auburn Township) là một xã thuộc quận Fayette, tiểu bang Iowa, Hoa Kỳ. Năm 2010, dân số của xã này là 527 người.